# Reynald Viel
Pour les articles homonymes, voir Viel.
Reynald Viel, né en 1953 à Squatec dans le Bas-du-Fleuve, est un acteur et dramaturge québécois.

## Biographie
Élevé à Ville-Dégelis, travaillait dans les chantiers dès l'âge de 16 ans. Par un retour aux études quelque vingt-deux ans plus tard, il a découvert la scène en 1993, a remporté le Marathon d'écriture collégial la même année pour la région Gaspésie-Bas-du-Fleuve et a été admis à l'Université du Québec à Trois-Rivières. L'année suivante, il a remporté le concours de poésie de l'Université du Québec à Trois-Rivières dans le cadre du Festival international de poésie. Les poèmes gagnants ont été édités dans la revue En Vrac. La même année, son premier texte dramatique, Le prix du silence, était monté à la Maison de la culture de Trois-Rivières.
L'écriture et la scène ont alors pris toute la place. Il a été le premier choix de la Société des écrivains de la Mauricie au concours de parrainage en 1996 et a été jumelé à Normand Canac-Marquis pour l'écriture de Crépuscule pour l'aube. Boursier du CALQ en 1997, il a cofondé la même année, avec Martin Paré, les Productions des Mots…Céans. Après avoir signé la mise en scène de La Ronde des Solitudes au théâtre l'Eskabel en janvier 2001, il participe pour la seconde année aux Laboratoires de l'AQAD de 2001. Sa pièce Le dernier retour a été publiée aux Éditions des Glanures de Shawinigan.
Auteur très productif, près de la moitié de son œuvre dramatique a été montée et présentée en régions.
Auteur dramatique, metteur en scène et comédien de métier, Reynald Viel a signé plus de trente pièces de théâtre et au moins autant de mises en scène. Membre, entre autres, de l’Association québécoise des Auteurs Dramatiques (AQAD), ses mises en scène ont voyagé du Bas-du-Fleuve jusqu’à Montréal.

## Publications
- Le dernier retour, théâtre, Shawinigan, Éditions des Glanures, 1998.

## Théâtre et Mise en scène
- 5250, St-Valère.  Mise en scène de Reynald Viel, des auteurs Marie Gagnier, Pierre Labrie, Véronique Marcotte, Martin Paré et Marc-André Cossette, avec les comédiens  Stéphanie Champagne, Josée Dargis, Marie Milette, Karine Parenteau, David Lebel, Christian Champoux et Nathan Champagne, Les Productions des Mots...Céans, Studio théâtre, Trois-Rivières, du 19 janvier au 24 février, 2007.